# Franz Löbert
Franz Wilhelm Albert Löbert (* 6. Juni 1906 in Bremen; † 10. Juni 1975 in Bremen) war ein Bremer Politiker (SPD) und Senator.

## Biografie
Franz Löbert wurde am 6. Juni 1906 als Sohn des Kontorboten Franz Löbert (1877–1963) und seiner Ehefrau Alwine geb. Wilkens (1883–1956) in Bremen geboren.

### Ausbildung und Beruf
Löbert absolvierte die Handelsschule, machte eine kaufmännische Lehre  und arbeitete als kaufmännischer Angestellter. Vorübergehend war er auch in einem Bankhaus tätig, um dann als Angestellter bei einem Industriebetrieb beschäftigt zu sein. 

### Politik
1927 trat er in die SPD ein.
Nach 1945 hatte er sich der ÖTV angeschlossen. 
Löbert war vom Sommer 1945 bis 1947 Bürgermeister in Bremen-Huchting und 1947/48 Amtsvorsteher des dortigen Ortsamtes. Ab 1948 wirkte er beim Senator für das Innere in Bremen. Von 1953 bis 1967 war er Senatsdirektor des Innensenators als Vertreter der Senatoren Adolf Ehlers (SPD) und Hans Koschnick (SPD).

Vom 28. November 1967 bis zum 15. Dezember 1971 amtierte er als Innensenator in dem von Bürgermeister Koschnick geführten Senat der Freien Hansestadt Bremen. Sein Nachfolger wurde Helmut Fröhlich (SPD). Er übernahm nach dem Rücktritt von Wilhelm Blase (SPD) vom Juli bis zum Dezember 1969 kommissarisch das Amt des Bausenators. 
Überregional bekannt wurde er, als er seinen Vertreter Senatsdirektor Waldemar Klischies (SPD) entließ wegen eines „schwerwiegenden und nicht überbrückbaren Vertrauensbruchs“, der aus einer politischen Differenz zwischen dem linksorientierten Klieschis und dem Bremer Polizeipräsidenten Erich von Bock und Polach (SPD) herrührt, u. a. wegen der Beurteilung der Bremer Straßenbahnunruhen 1968 und seiner Reformbestrebungen bei der Bremer Polizei.
In seiner politischen Zeit nahm er eine Reihe von ehrenamtlichen Aufgaben war u. a. im Verkehrsverein Bremen, für den Katastrophenschutz und als Aufsichtsratsvorsitzender der Bremer Parkplatz Gesellschaft.

### Familie
Löbert war seit dem 11. Mai 1935 mit der Kontoristin Friederike Hermine Alma geb. Brunschön (1914–1990) verheiratet. Die Eheschließung fand in Huchting statt. Franz Löbert starb am 10. Juni 1975 um 18:00 Uhr in der Roland-Klinik in Bremen im Alter von 69 Jahren. Er wohnte zuletzt in der Huchtinger Heerstraße 153 in Bremen.

### Ehrungen
In Bremen-Huchting ist seit 1978 der Franz-Löbert-Platz beim Ortsamt nach ihm benannt.